# La Vilella (Torà)
La Vilella o Vilella és una masia del municipi de Torà (Solsonès) inclosa a l'Inventari del Patrimoni Arquitectònic de Catalunya.

## Situació
La masia forma part del disseminat de Vallferosa. Es troba a l'extrem nord-oest del municipi de Torà, enmig dels suaus relleus del serrat dels Moros, a la capçalera de la rasa de la Font de Vilella. S'hi arriba per la carretera C-451 (de Guissona a Solsona). Al punt quilomètric 39,1 (41° 53′ 35″ N, 1° 25′ 25″ E / 41.893164°N,1.423688°E) s'agafa el desviament a la dreta (no senyalitzat). Se segueix la pista cap al sud i en 1,9 km s'arriba a la masia.

## Descripció
Edifici de quatre plantes i quatre façanes.

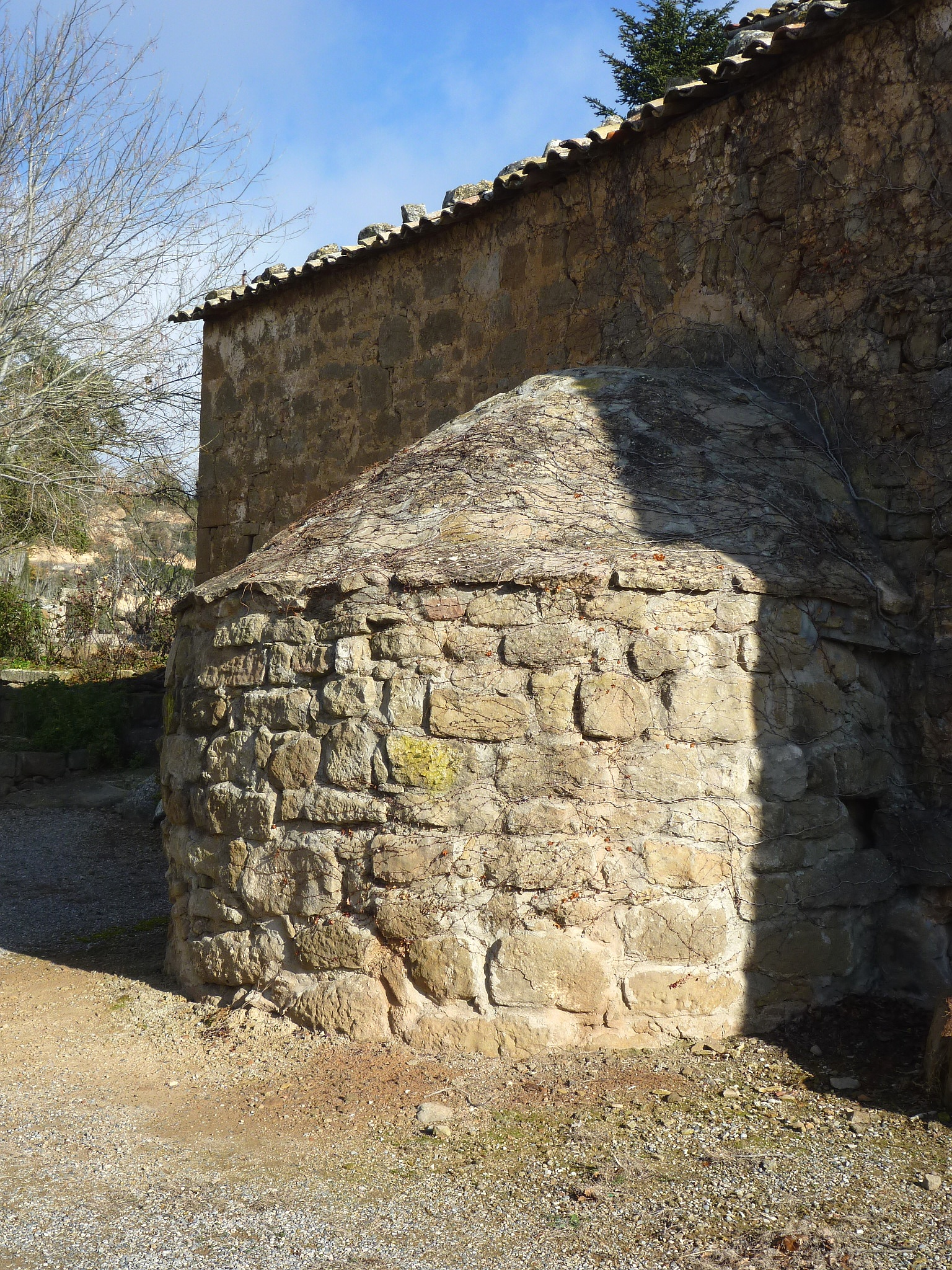
Cisterna? Forn?

Al nord hi ha el baluard, típic d'aquesta zona. Juntament amb un cobert de nova construcció tanca del tot la casa que queda amagada a l'interior. No es pot apreciar l'entrada a l'edifici que està situada a la façana oest, perquè no es pot accedir a l'interior. En aquesta mateixa façana s'hi observen tres finestres amb llinda de pedra a la part superior. A la darrera planta hi ha tres petites finestretes. A la façana nord, hi ha dues petites obertures a la planta baixa. A les dues darreres plantes hi ha dues finestres. A la façana est, hi ha dues finestres a la meitat de la façana. A la façana sud, hi ha una finestra a la part superior de la façana, la resta està pràcticament coberta per un edifici adjunt que també té funció d'habitatge. La coberta és de dos vessants (est-oest), acabada amb teules.
Davant de la façana principal de l'edifici hi ha un edifici de dues plantes i quatre façanes. A la façana oest, té adossada una estructura semicircular de petites dimensions que podria ser una cisterna o un forn. A la façana sud, té una entrada amb porta metàl·lica.
L'edifici adjunt a la façana sud, és una ampliació de la mateixa casa, té una finestra de grans dimensions a la façana sud, també té un sortidor d'aigua. La coberta és de dos vessants (est-oest), acabada amb teules.
Annexat a la part inferior d'aquest darrer edifici n'hi ha un altre d'una sola planta, que tenia funcions agrícoles. Té una gran entrada a la façana oest. La coberta és d'un sol vessant (sud), acabada amb teules.
A uns 10 metres a l'oest de la casa, hi ha un altre edifici, amb funcions agrícoles i ramaderes. Té quatre façanes amb coberta de dos vessants (est-oest), acabada amb teules.

## Història
La datació aproximada és del segle xviii, però en aquest indret ja hi devia haver una construcció en època medieval.